# Newton (Utah)
North Logan város az USA Utah államában, Cache megyében. Lakosainak száma 787 fő (2012).

## Népesség
A település népességének változása:

| 2010 | 789 |
| 2012 | 787 |